# Robynsiella fastigiata
Robynsiella fastigiata är en amarantväxtart som beskrevs av Karl Suessenguth. Robynsiella fastigiata ingår i släktet Robynsiella och familjen amarantväxter. Inga underarter finns listade i Catalogue of Life.